# Ottavio Pantagato
Ottavio Pantagato, né le 30 juillet 1494 à Brescia et mort le 19 décembre 1567 à Rome, est un religieux servite et philologue italien.

## Biographie
Ottavio Pantagato nait le 30 juillet 1494 à Brescia, et fait ses études à Rome. Son nom de famille est Bacato ; il le change, suivant l’usage des savants de ce temps, en celui de Pantagato. Entré chez le servites, ses supérieurs l’envoient à Paris faire sa théologie. Il y est reçu docteur en cette faculté et en droit. De retour en Italie, il est appelé à Rome, où Léon X lui donne une chaire au collège de la Sapience. Il s’est attaché au cardinal Salviati, neveu du pape, qui le fait nommer à une riche abbaye en Sicile. Alors Pantagato quitte son habit de servite, prend celui d’ecclésiastique séculier et sort de son cloître. Il paraît qu’il vécut dans le palais du cardinal Salviati jusqu’à la mort de ce prélat, en 1553. Il loue une maison où il continue de vivre des revenus de son abbaye, chose qui dans ce temps est tolérée. Mais à son avènement au pontificat, Paul IV enjoint à tous les religieux sortis de leur cloître d’y rentrer sans délai. Pantagato est forcé d’obéir : il se retire au couvent de Ste-Marie in via. Le 17 septembre 1562, il a une attaque d’apoplexie, qui lui paralyse la moitié du corps, ce qui ne l’empêche pas de poursuivre ses travaux. Il reçoit comme à l’ordinaire les savants qui venaient s’entretenir avec lui. Mais il a une seconde attaque, à laquelle il succombe le 19 décembre 1567.

## Œuvres
On n’a de lui que très peu d’ouvrages imprimés, et produit quelques manuscrits. Deux lettres de lui sont insérées parmi les Epistolæ clarorum virorum, Venise, 1508, p. 122. On prétend qu’Onofrio Panvinio a eu en main un de ses traités, intitulé Notitia rerum Romanarum, et qu’il en a beaucoup profité. Le cardinal Baronius a eu communication d’une partie d’une Histoire ecclésiastique de cet illustre servite, et le savant Lagomarsini, qui, dans le volume 4 des Opere del Poggiano, a donné une notice exacte sur Pantagato, prétend savoir où se trouvent ses ouvrages, qu’il aurait volontiers publiés si ceux qui les possédaient, par une jalousie mal entendue, ne s’y étaient opposés. Mais si Pantagato se montra peu prodigue envers le public du fruit de ses veilles, il n’en agit pas de même à l’égard des hommes de lettres qui allaient le consulter. Panvinio, Antonio Agustín, Fulvio Orsini et un grand nombre d’autres se louèrent de son obligeance, et ils ont déclaré qu’ayant souvent eu recours à ses lumières, il les a toujours favorablement accueillis, et qu’elles leur ont été fort utiles. La Vie de Pantagato a été publiée par Giovanni Battista Rufo, Rome, 1657, in-8°. Voyez aussi Angelo Maria Querini, dans son Specimen variæ litteratura Brixianæ, p. 2, p. 322, et suiv.